# Senecio subcoriaceus
Senecio subcoriaceus là một loài thực vật có hoa trong họ Cúc. Loài này được Schltr. miêu tả khoa học đầu tiên năm 1898.